# Hermann Hilliger
Zacharias Otto Hermann Hilliger (* 27. Januar 1806 in Schweinitz, Kurfürstentum Sachsen; † 11. Dezember 1872 in Seifersdorf bei Radeberg, Königreich Sachsen) war ein deutscher evangelisch-lutherischer Pfarrer und Autor.

## Leben und Wirken
Nach dem Besuch des Gymnasiums in der sächsischen Bergstadt Freiberg studierte Hilliger von 1824 bis 1828 an der Universität Leipzig. Im Anschluss war er zunächst Erzieher und wurde 1845 Pfarrsubstitut in Seifersdorf, wo er seinem Onkel, dem evangelisch-lutherischen Pfarrer Johann Wilhelm Hilliger, hilfreich zur Seite gestellt wurde. Nach zwei Jahren übernahm er 1847 hauptamtlich das evangelisch-lutherische Pfarramt in Seifersdorf (Ephorie Radeberg). Daneben war er in seiner Jugend zunächst anonym und später unter eigenem Namen als Verfasser von unterhaltsamen und theologischen Schriften tätig. Im fortgeschrittenen Alter widmete er sich hauptsächlich seiner geistlichen Tätigkeit.
Sein Grabmal blieb auf dem Seifersdorfer Friedhof bis heute erhalten.

## Familie
Sein Sohn Martin Hermann Hilliger (1865–1931) trat in die Fußstapfen des Vaters und wurde auch Theologe. Er war von 1894 bis 1898 Hilfsgeistlicher in Radebeul und danach von 1898 bis zu seiner Emeritierung 1930 Diakon in Radebeul.

## Publikationen (Auswahl)
- (Anonym) Der arme Krüppel. Aus dem Französischen. Herausgegeben von der evangelischen Gesellschaft in Bern. Bern, 1832.
- Betrachtungen über die Verhältnisse der christlichen Religion zur gegenwärtigen Lage Frankreichs von G. de Felice, Pastor d. reform. Kirche zu Bolbec in Frankreich. Aus dem Französischen übers. Berlin, 1854.
- Der wahre Kinderfreund. Ein unterhaltendes und nützliches Lesebuch. Zur Förderung der häuslichen Erziehung bearbeitet. Berlin, 1836.
- Bilder aus dem Jugendleben in Erzählungen für Mädchen. Berlin, 1837.
- Wege der Tugend und des Lasters. Zwei Erzählungen für Knaben zur Ermunterung und Warnung. Berlin, 1838.
- Erinnerungen an die schönsten Stunden des Lebens. Meinhold, Dresden, 1838.
- Gesänge und Text zur Musik bei der Einweihung der Kirche in Lichtenberg, am 22. November 1841. Dresden, 1841.